# Дашкевич, Александр Григорьевич
Алекса́ндр Григо́рьевич Дашкевич (4 августа 1952 — 21 декабря 2020—21 декабря 2020) — советский футболист, защитник.
Выступал за команды второй (1973—1976, 1985) и первой (1977—1984) лиг первенства СССР «Динамо» Ленинград (1973, 1976—1977, 1985), «Динамо» Киров (1974—1976), «Металлург» Запорожье (1978—1984).
Похоронен на Северном кладбище Санкт-Петербурга.